# 23749 Thygesen
23749 Thygesen è un asteroide della fascia principale. Scoperto nel 1998, presenta un'orbita caratterizzata da un semiasse maggiore pari a 2,2504260 UA e da un'eccentricità di 0,1592248, inclinata di 4,99720° rispetto all'eclittica.